# Gustav Nilsson (1897–1970)
För andra personer med detta namn, se Gustaf Nilsson (olika betydelser).
Gustav Erik Nilsson (i riksdagen kallad Nilsson i Göingegården), född 31 juli 1897 i Tvååker, Hallands län, död 2 oktober 1970 i Lindbergs socken, Hallands län var en politiker för högerpartiet. Han satt i riksdagens andra kammare 1941-1948 och 1953-1964. 
I riksdagen var han främst aktiv inom jordbruks- utbildnings och bostadsfrågor. Han var ordförande för Högerförbundet i Hallands län 1943-1962 och ordförande för Lindberga kommunalfullmäktige 1951-1956.